# Мавзолей Абдуллы ибн-Бурейды
Мавзолей Абдуллы ибн-Бурейды — центрический мавзолей (мазар) западнее селения Векиль-Базар в южной Туркмении, построенный в 1070—1080 годах мастером Абу Бекром по приказу неких Абу Бакра и Мухаммеда, сына Абдуллы.
Здание ориентировано углами по сторонам света, что является редкостью для среднеазиатских мавзолеев.

## История
Мавзолей-чортак классического типа был возвёден мастером Абу Бекром над могилой Абдаллы ибн Бурейды, сына одного из сподвижников пророка Мухаммеда, сахабы, умершего в 681 году и погребённого в Мерве. Он построен по приказу неких Абу Бакра и Мухаммеда, сына Абдуллы. Округа Мерва, где он был построен, в 9—12 веках представляла собой высококультурный столичный район Маргианы.
По данным С. Г. Хмельницкого, в начале 1930-х годов был произведён ремонт (кем не уточняется), который оценивается учёным как «возможно, единственное искажение первоначального вида постройки, в которой даже купол — одна из самых уязвимых частей древних зданий — не был, как будто, переложен», вследствие которого кубический объем был увенчан профилированным карнизом из современного кирпича.
Памятник был открыт и впервые изучен исследователями в 1958 году.

## Архитектура
Маленькое здание с наружными размерами 3,8x3,8 метров и внутренними 2,6x2,6 метров сложено из жжёного кирпича. Ориентированное углами по сторонам света (что для мавзолеев — редкость), оно раскрыто на 4 стороны осевыми арочными проемами, которые снаружи кажутся больше их реальной ширины благодаря широким обрамлениям-нишам такой же арочной формы, с арками необычной трехслойной конструкции.
Скупое убранство фасадов ограничено горизонтальными панно с надписями в куфическом шрифте, расположенными вверху стен и немного не доходящими до углов. Рельефные буквы надписей набраны из подтесанных кирпичей такого же формата и качества, что и в кладке здания. Узкие промежутки между углами и краями панно украшены резными кирпичиками в форме ромба, вставленными один над другим на оси этих промежутков — единственный, кроме надписей, и очень скромный элемент рельефного декора.
Фасады, как положено в чортаке, одинаковы, но за главный был, видимо, принят юго-восточный фасад: здесь под панно с кирпичной надписью расположено ещё одно, узкое (20 см высотой) панно, тесно заполненное вырезанной в ганче куфической надписью (прописаны имена основателей мавзолея).